# ACT New Zealand
ACT New Zealand ist eine im politischen Spektrum Neuseelands rechts angesiedelte liberale Partei. Die Partei wurde 1994 gegründet und ist seit 1996 ununterbrochen im House of Representatives vertreten. Die Partei gibt an für individuelle Freiheit, weniger für staatliche Eingriffe und dafür für Belohnung von harter Arbeit zu stehen.

## Parteiführung
Im Jahr 2014 wurde der Elektro-Ingenieur David Seymour Führer der Partei und gewann seit dieser Zeit den Wahlkreis Epsom im Direktmandat. Am 27. Januar 2023 gab der Präsident der Partei Tim Jago bekannt, dass er mit sofortiger Wirkung von seinem Amt zurücktritt. Bis zur Neuwahl eines neuen Präsidenten übernahm Henry Lynch, der seit Juli 2022 Vizepräsident der Partei war, seine Amtsgeschäfte.

## Geschichte
Die Ursprünge der Partei Act New Zealand gehen zurück auf Lobbyorganisation Association of Consumers and Taxpayers. Die treibende Kraft zur Gründung der Association und später der Partei war in beiden Fällen Roger Douglas, der im November 1988 als Finanzminister der Labour-Regierung wegen seiner marktliberalen Wirtschafts- und Finanzpolitik – auch unter Rogernomics bekannt – zurücktreten musste, im Juli 1990 nicht wieder zu den Parlamentswahlen antrat und später die New Zealand Labour Party verließ.
1993 gründete Douglas zusammen mit Derek Quigley, einem früheren Minister der National Party, die Association of Consumers and Taxpayers, aus der 1995 dann die Partei ACT New Zealand entstand. Die Idee zur Gründung der Association entstand bei Douglas Mitte 1991 nach einem Treffen mit Aktivisten des Backbone Clubs, einer Gruppe innerhalb der Labour Party. Gestalt nahm die Formierung der Association aber 1992 an, nachdem Douglas nach Kanada reiste und Kontakt zu der Canadian Taxpayers Federation hatte. So formte er die Association of Consumers and Taxpayers in Anlehnung der kanadischen Organisation.
Nachdem 1994 Neuseeland sein Wahlsystem in Anlehnung an das deutsche Wahlsystem auf das Mixed Member Proportional (MMP) umstellte und damit kleinen Parteien eine bessere Chance gegenüber dem vorherigen Mehrheitswahlsystem einräumte, entschied sich die Association of Consumers and Taxpayers als Partei unter dem Namen ACT New Zealand zu gründen. ACT trat zur General Election (Nationale Parlamentswahl) 1996 erstmals an und gewann aus dem Stand acht Parlamentssitze, in der Wahl 1999 wurde daraus neun. In den Wahljahren 2005 bis 2017 hatte die Partei mit sinkenden Wahlergebnissen zu kämpfen und konnte in drei Wahljahren (2011/2014/2017) jeweils nur ein Direktmandat erhalten. Doch die Parlamentswahl des Jahres 2020 sollte mit einem Direktmandat und neun Sitzen über ihre 7,6 % Stimmenanteil das erfolgreichste Wahljahr in der Geschichte der Partei werden. Bei der Parlamentswahl im Oktober 2023 erreichte ACT 8,98 Prozent Stimmanteil und 11 Sitze.

## Parlamentswahlen
| General Election | Stimmen- anteil | Direkt- mandate | Mandate über Liste | Sitze insgesamt | Quellen |
| ---------------- | --------------- | --------------- | ------------------ | --------------- | ------- |
| 1996             | 6,10 %          | 1               | 7                  | 8               | [ 2 ]   |
| 1999             | 7,04 %          | 0               | 9                  | 9               | [ 9 ]   |
| 2002             | 7,14 %          | 0               | 9                  | 9               | [ 10 ]  |
| 2005             | 1,51 %          | 1               | 1                  | 2               | [ 11 ]  |
| 2008             | 3,65 %          | 1               | 4                  | 5               | [ 12 ]  |
| 2011             | 1,07 %          | 1               | 0                  | 1               | [ 13 ]  |
| 2014             | 0,69 %          | 1               | 0                  | 1               | [ 14 ]  |
| 2017             | 0,5 %           | 1               | 0                  | 1               | [ 15 ]  |
| 2020             | 7,6 %           | 1               | 9                  | 10              | [ 3 ]   |
| 2023             | 8,98 %          | 1               | 10                 | 11              | [ 3 ]   |